# تننین (دوره)
تننین (به ژاپنی: 天仁 Tennin) نام یک عصر تاریخی ژاپنی (نِنگُو) بود. این عصر بعد از کاجو و قبل از تنئی قرار داشت و از اوت ۱۱۰۸ تا ژوئیه ۱۱۱۰ میلادی به طول انجامید. در طی این عصر امپراتور توبا، امپراتور ژاپن بود.